# 冼秉熹
冼秉熹，JP（Peter Henry SIN，1901年—1982年9月13日）是一名香港律師，冼秉熹律師事務所（P.H. Sin & Co.）創立人及合夥人。冼秉熹早年留學英美，回港後執業並積極參與社會公益事務，以34歲之齡擔任東華三院主席。他在日治時期獲日本軍政府委以重任，一度被香港華人稱為「市長」。他於戰後仍獲香港政府信任、續委公職，他曾一度計劃從政但不成功，並繼續為社會各組織服務。

## 生平

### 早年生活
冼秉熹童年曾跟隨晚清教育家陳子褒讀書。陳子褒門下眾弟子著有《陳子褒先生教育遺議》一書，紀錄陳的教育論述。冼秉熹少年時期入讀拔萃書院，及後考入廣洲嶺南大學，1923年肆業。1923年負笈美國，先於麻省理工學院就讀，後再轉到哥倫比亞大學法學院攻讀法律。及後，冼秉熹再到英國倫敦律師公會法律學院深造，1929年畢業。同年，冼秉熹成為首位在英國執業的華人律師，並擔任中國駐倫敦大使館及中國外交代表團的法律顧問，並作為倫敦中華協會秘書。1931年，冼秉熹回港加入冼文彬律師行，正式開始在香港執業，1933年創辦自己的律師行。
冼秉熹執業期間曾參與多宗廣受大眾關注的案件，包括在1936年在刺宋子文案和刺汪精衛案中擔任辯護律師，在1948年徐繼莊引渡案中代表中國政府與香港政府打官司。他人脈廣闊，曾辦理多位香港知名人士的離婚案件，例如楊秀瓊和吳丹鳳等。
1934年，冼秉熹當選為東華三院總理，次年獲選為東華三院乙亥年主席，任內歷經總理人選缺乏、顧問爭權、三院財困等問題。1936年，他獲香港政府委任為太平紳士。中國抗日戰爭全面爆發後，他參與香港後備警察的組織工作，1941年獲委任為香港保衛團副後備警司（Deputy Commissioner of Police Reserve）。香港保衛戰期間，他帶領保衛團團員維持市面秩序，指揮群眾進入防空洞避難。

### 日治時期
香港日治時期，冼秉熹與日本當局關係友好。日軍佔領香港後，他隨即於1942年初被日本當局委任為區政聯絡所所長，負責統籌香港各區區政所的設置工作。他曾擔任中區區長，後由陳季博繼任。1943 年，日本當局容許14 名中國籍律師復業，處理民事訴訟，冼的律師行是其中之一。同年，當局成立律師會，會長為羅顯勝，副會長為冼秉熹及胡百全。
1942年，冼秉熹贊助在畢打行舉行的「香九藝術展覽」。同年，冼與其他香港區長應香港地區事務所所長松葉重助的邀請，一同參加於七姊妹豐國海浴場舉行的游泳比賽。1945年，他擔任警察消費合作社幹事。
戰後，他向傳媒憶述，自己是在受威脅下被迫出任區長一職，又指自己忍辱負重、以民生為先，曾負責協助配給糧食，疏散港人歸鄉等工作。

### 戰後時期
香港政府於1948年委任他為首位紳士法庭法官，他亦曾任租務法庭法官。冼秉熹曾以獨立候選人身份參與1952年市政衛生局選舉，但落敗。他曾擔任香港海外證券（日本大和證券香港總代理）董事長。1971年，大和證券在港分部開張，他繼續擔任董事。冼秉熹是前律政司司長梁愛詩的師傅，梁於1968年在香港大學畢業後便跟隨冼工作，1980年成為冼秉熹律師事務所的合夥人。
1957年，獲美國肯薩斯城市長頒贈榮譽自由公民。1971年，獲美國國立警察學院及加拿大菲烈西亞大學頒發榮譽博士學位。 冼秉熹於1982年逝世，享年81歲，其喪禮獲生前好友何添、曹峻安、李樹培、陸容章、林楨豪、施玉書、陸紹洪八人扶靈。冼秉熹一生積極參與各大商會和非弁利組織的事務，包括香港華商總會、南海商會、香港保護兒童會、維多利亞兒童會、青年會、聯青社、南華體育會、美國留學士同學會、嶺南大學香港同學會、拔萃書院舊生會、九龍塘會、佛學會、僑港南海同鄉會、冼氏宗親會等等。

## 家庭
冼秉熹出於一個澳門望族。冼家祖先冼源盛曾任宋代廣西象州學正，後來一家由廣東南雄珠璣巷遷居到南海西樵大茂村，他的兒子再從大茂村遷到簡村。冼的祖父在清咸豐年間因太平天國戰事由南海遷到澳門避難打工，父親冼藻揚（冼翰廷）是一位澳門商紳，在廣東西部經營船業發跡。他創立天和輪船、全安輪船，開辦來往香港至梧州的西江航線，亦在港澳投資多間公司。冼秉熹有七兄弟姊妹，他排名第六。兄長名冼秉鈞、冼秉芬，姊姊名冼玉清、冼瑞清、冼亮清，孻妹名冼妙清。長兄冼秉鈞是建昌榮藥莊東主，二哥冼秉芬是天和輪船東主。冼玉清是中國文學界學者、大學教授和作家。
1930年，冼秉熹在美國與袁蕙蘭（Sin Shack, Violet）結婚，兩人共育有兩子兩女。長子冼祖昭是執業律師，曾任市政局議員和香港聯交所主席。次子冼祖謙是美林證券高級職員，曾任香港獅子會總監，兩人均曾任東華三院總理。兩女冼綺蓮、冼綺霞則定居美國。